# Park Chung-hee
Park Chung-hee (14. studenog 1917. – 26. listopada 1979.), južnokorejski političar i državnik, predsjednik od 1962. do 1979. godine.

## Životopis
Park Chung-hee je rođen 14. studenog 1917. godine u mjestu Gumi-si, blizu Daegua. Korejom je tada vladao Japan. Bio je peto dijete u siromašnoj obitelji.
Otac mu je u trenutku njegova rođenja imao 46, a majka 45 godina.
Park je završio školu za učitelja u osnovnoj školi, te se jedno vrijeme bavio tim poslom. Kasnije je otišao u vojsku, a školovao se na vojnim školama koje je Japan tada osnovao. Služio je i u japanskoj marionetskoj državi Mandžukuo. Iz vojske je nečasno otpušten s činom poručnika.
Kasnije je ponovno vraćen u vojnu službu, te se istaknuo. Nakon završetka rata, Koreja je podijeljena, a na jugu je kao prvi predsjednik nezavisne Južne Koreje izabran Singman Rhee. Njegovih 12 godina obilježile su korupcija i represija.
Konačno su studenti podigli ustanak i protjerali Rheea. Nastao je kaos. Ustoličen je privremeni predsjednik, ali je stvarnu vlast držao premijer.
Premijer i predsjednik su bili u sukobu, a kabinet je mijenjan triput u pet mjeseci.
Nezadovoljnicima je prekipjelo. General Park izveo je 15. lipnja 1961. godine nenasilni puč i popeo se na vlast.
Isprva je takav potez bio prihvaćen s oduševljenjem, a stranim vojnicima je rečeno da se ne miješaju. Iduće je godine Park preuzeo funkciju predsjednika Južne Koreje.
Osnovana je južnokorejska CIA, KCIA, koja je imala veoma velike ovlasti kad se radi o obračunu s protivnicima vlasti.
Među glavnim prosvjednicima i protivnicima protiv Parkove vlasti bili su kasniji predsjednici Kim Dae-jung i Lee Myung-bak.
Veliki su prosvjedi izbili kada je Park normalizirao odnose s Japanom, bivšim okupatorom.
BDP Južne Koreje bio je samo 72 dolara po glavi stanovnika. Park je povećao taj iznos 20 puta i uveo industrijalizaciju.
Obični ljudi su imali veći standard.
Ipak, prvotno slavljen kao spasitelj, postao je diktator.
Promijenio je Ustav, produžio mandat predsjednika.
Pokušana su tri atentata na njega. Prvi pokušaj desio se 21. siječnja 1968. godine. Pri drugom pokušaju, 15. kolovoza 1974. godine, atentator mu je ubio ženu.
Treći put ubojice su uspjele. Dana 26. listopada 1979. godine, hicima iz pištolja ubio ga je tadašnji šef KCIA-e, Kim Jae-gyu. Kasnije se opravdavao da je Park bio prijetnja za razvoj demokracije u Južnoj Koreji.
Imao je kćerku Park Geun-hye, koja je izgubila stranačku nominaciju i priliku da je postati predsjednicom Južne Koreje. Predsjednicom je postala 25. veljače 2013. godine, a razriješena je dužnosti odlukom vrhovnog suda 10. ožujka 2017. godine.
Kao predani budist, general Park Chung-hee pokopan je na Nacionalnom groblju u Seoulu.

## Vanjske poveznice
|  | Zajednički poslužitelj ima još gradiva o temi Park Chung-hee |